# Matachia livor
Matachia livor là một loài nhện trong họ Desidae.
Loài này thuộc chi Matachia. Matachia livor được miêu tả năm 1893 bởi Urquhart.